# Liffe 2016
27. ljubljanski mednarodni filmski festival bo potekal med 9. in 20. novembrom 2016 s projekcijami v Ljubljani (Cankarjev dom – Linhartova in Kosovelova dvorana, Kinodvor, Kino Komuna, Slovenska kinoteka in Kino Šiška) in Mariboru (Kolosej Maribor), prvič pa tudi v Novem mestu (Anton Podbevšek Teater) in Celju (Mestni kino Metropol Celje).
Otvoritveni film festivala je bil 11 minut Jerzyja Skolimowskega (s predfilmom Vsi ti glasovi Davida Henryja Gersona), zaključni pa Moja divja noč Alexa de la Iglesie.

## Številke
Na ogled so bili 103 celovečerni in 19 kratkih filmov iz 44 držav. Prikazani so bili na 299 projekcijah (20 v Mariboru, 8 v Celju in 7 v Novem mestu, ostale v Ljubljani), od katerih jih je bilo 43 razprodanih. Izdanih je bilo 44.000 vstopnic. Festival je obiskalo 40 gostov, filmskih ustvarjalcev in članov žirij z vsega sveta. Po projekcijah je bilo 41 pogovorov s filmskimi ustvarjalci.

## Nagrade
- vodomec (Kingfisher): nagrada režiserju najboljšega filma iz Perspektiv, Liffovega tekmovalnega sporeda, namenjenega prvencem in drugim filmom v karierah režiserjev, po izbiri mednarodne žirije
- zmaj: nagrada občinstva najbolje ocenjenemu filmu; občinstvo tradicionalno izbira med tistimi filmi, ki še nimajo slovenskega distributerja
- nagrada FIPRESCI: nagrada mednarodne žirije svetovnega združenja filmskih kritikov in novinarjev
- nagrada za najboljši kratki film
- nagrada mladinske žirije Kinotrip: v ožjem izboru je bilo 5 filmov z mladinsko tematiko: Kalifornija, Mladost – norost, Najstnika, Nisem tvoj sin in Rdeča želva
- nagrada za najboljši film v 360-stopinjski snemalni tehniki: glavni pokrovitelj Liffa, Telekom Slovenije, je pripravil natečaj 360-stopinjskega filma, na katerega se je odzvalo šest ekip

Žirije
| Nagrada                   | Žiranti                                                                        |
| ------------------------- | ------------------------------------------------------------------------------ |
| vodomec                   | Jelka Stergel, Mariola Wiktor, Pjer Žalica                                     |
| FIPRESCI                  | Janet Baris, Shy Segev, Ana Jurc                                               |
| kratki film               | Urška Djukić, Hans Christian Leitich, Vladimir Seput                           |
| mladinska žirija Kinotrip | Isabella Menart, Max Rakušček, Lovro Smrekar, Izabela Tominšek, Aiko Zakrajšek |
| film 360˚                 | Martin Horvat, Zvezdana Lazar, Amir Mureškič                                   |

Nagrajenci
| Nagrada                           | Film                                                         | Režiser              |
| --------------------------------- | ------------------------------------------------------------ | -------------------- |
| vodomec                           | Dobra žena                                                   | Mirjana Karanović    |
| vodomec – posebna omemba          | Teden in en dan / Shavua ve yom                              | Asaph Polonsky       |
| nagrada FIPRESCI                  | Rdeča želva / La Tortue rouge                                | Michaël Dudok de Wit |
| nagrada za najboljši kratki film  | Figura                                                       | Katarzyna Gondek     |
| zmaj – nagrada občinstva          | Med morjem in zemljo / La ciénaga - entre el mar y la tierra | Carlos del Castillo  |
| nagrada mladinske žirije Kinotrip | Rdeča želva / La Tortue rouge                                | Michaël Dudok de Wit |
| nagrada za najboljši film 360˚    | Torta napad                                                  | Monika Janjilovič    |

Glasovanje občinstva
Za nagrado občinstva zmaj se je potegovalo 37 filmov. Prejel jo je kolumbijski film Med morjem in zemljo z oceno 4,68.
| Glasovanje občinstva             | Glasovanje občinstva |
| Film                             | Ocena                |
| -------------------------------- | -------------------- |
| Med morjem in zemljo             | 4,68                 |
| Učiteljica                       | 4,56                 |
| Slava                            | 4,54                 |
| Dobra žena                       | 4,53                 |
| Mladost – norost                 | 4,47                 |
| Sieranevada                      | 4,43                 |
| Kalifornija                      | 4,38                 |
| Teden in en dan                  | 4,30                 |
| Možje in kokoši                  | 4,28                 |
| Dovoljena ljubezen (in spolnost) | 4,26                 |
| Klan                             | 4,25                 |
| Z druge strani                   | 4,20                 |
| Ultra-seks je izginil!           | 4,17                 |
| Spopad                           | 4,16                 |
| Jaz, Olga Hepnarova              | 4,12                 |
| Beli vitezi                      | 4,09                 |
| Nezakonito                       | 4,08                 |
| Ne glej mi v krožnik             | 4,04                 |
| Čas za pozabo                    | 3,96                 |
| Prihodnost                       | 3,93                 |
| Baden Baden                      | 3,91                 |
| Nisem tvoj sin                   | 3,90                 |
| Ma' Rosa                         | 3,89                 |
| Nenaravno                        | 3,87                 |
| Najstnika                        | 3,86                 |
| Ljubezenska čarovnica            | 3,83                 |
| Ranjena srca                     | 3,73                 |
| Vlažna punca v vetru             | 3,72                 |
| Vlažnost                         | 3,68                 |
| Preobrazba                       | 3,68                 |
| Porto                            | 3,66                 |
| Ostati pokončen                  | 3,57                 |
| Osebna stilistka                 | 3,56                 |
| Zdaj prav, potem narobe          | 3,47                 |
| Srhljivo                         | 3,44                 |
| Psi                              | 3,43                 |
| Zmagovita kombinacija            | 2,87                 |

## Festivalski sklopi
- Perspektive: uradni tekmovalni sklop mladih režiserjev za nagrado vodomec
- Predpremiere: filmi, odkupljeni za predvajanje po Sloveniji
- Kralji in kraljice: dela prepoznavnih in nagrajevanih mojstrov sodobnega filma
- Panorama svetovnega filma: festivalske uspešnice s petih celin
- Ekstravaganca: t. i. polnočni kino, raznovrstne, drznejše in žgečkljive vsebine
- Kinobalon: samostojen sklop za gledalce 4–14 let
- Evropa na kratko: tekmovalni program kratkega filma
- Posvečeno: poljski režiser Jerzy Skolimowski
- Retrospektiva: celovit pregled del zgodovinsko pomembnega cineasta ali tematska retrospektiva; tokrat filmi z motivom kina in kinematografije (Film gre v kino)
- Fokus: Romunski film 2.0

## Filmi

#### Perspektive
| #   | Film                                            | Slovenski naslov     | Režiser                          | Država                              | Leto | Jezik           |
| --- | ----------------------------------------------- | -------------------- | -------------------------------- | ----------------------------------- | ---- | --------------- |
| 1.  | 24 Wochen (24 Weeks)                            | 24 tednov            | Anne Zohra Berrached             | Nemčija                             | 2016 | nem.            |
| 2.  | Aquarius                                        | Aquarius             | Kleber Mendonça Filho            | Brazilija, Francija                 | 2016 | port.           |
| 3.  | Dobra žena (A Good Wife)                        | Dobra žena           | Mirjana Karanović                | BiH, Srbija, Hrvaška                | 2016 | srb.            |
| 4.  | Ne gledaj mi u pijat (Quit Staring at My Plate) | Ne glej mi v krožnik | Hana Jušić                       | Hrvaška, Danska                     | 2016 | hrv.            |
| 5.  | Porto                                           | Porto                | Gabe Klinger                     | Portugalska, Francija, ZDA, Poljska | 2016 | port./fr./angl. |
| 6.  | The Transfiguration                             | Preobrazba           | Michael O'Shea                   | ZDA                                 | 2016 | angl.           |
| 7.  | La Tortue rouge (The Red Turtle)                | Rdeča želva          | Michaël Dudok de Wit             | Francija, Japonska, Belgija         | 2016 | —               |
| 8.  | Slava (Glory)                                   | Slava                | Kristina Grozeva, Petar Valčanov | Bolgarija, Grčija                   | 2016 | bolg.           |
| 9.  | Shavua ve yom (One Week and a Day)              | Teden in en dan      | Asaph Polonsky                   | Izrael                              | 2016 | hebr.           |
| 10. | Vlažnost (Humidity)                             | Vlažnost             | Nikola Ljuca                     | Srbija, Nizozemska, Grčija          | 2016 | srb.            |

#### Predpremiere
| #   | Film                                               | Slovenski naslov                               | Režiser                     | Država                             | Leto | Jezik           |
| --- | -------------------------------------------------- | ---------------------------------------------- | --------------------------- | ---------------------------------- | ---- | --------------- |
| 1.  | American Honey                                     | Ameriška ljubica                               | Andrea Arnold               | VB, ZDA                            | 2016 | angl.           |
| 2.  | Mal de pierres (From the Land of the Moon)         | Breme bolečine                                 | Nicole Garcia               | Francija, Belgija                  | 2016 | fr./špan.       |
| 3.  | Ma vie de courgette (My Life as a Zucchini)        | Bučko                                          | Claude Barras               | Švica, Francija                    | 2016 | fr.             |
| 4.  | Lo and Behold: Reveries of the Connected World     | Glej in se čudi: sanjarjenje o povezanem svetu | Werner Herzog               | ZDA, Nemčija                       | 2016 | angl.           |
| 5.  | I, Daniel Blake                                    | Jaz, Daniel Blake                              | Ken Loach                   | VB, Francija, Belgija              | 2016 | angl.           |
| 6.  | L'Economie du couple (After Love)                  | Ko ljubezni ni več                             | Joachim Lafosse             | Francija, Belgija                  | 2016 | fr.             |
| 7.  | A peine j'ouvre les yeux (As I Open My Eyes)       | Ko odprem oči                                  | Leyla Bouzid                | Tunizija, Francija, Belgija        | 2015 | arab./fr.       |
| 8.  | Hunt for the Wilderpeople                          | Lov na divjaka                                 | Taika Waititi               | Nova Zelandija                     | 2016 | angl.           |
| 9.  | Loving                                             | Loving                                         | Jeff Nichols                | ZDA, VB                            | 2016 | angl.           |
| 10. | Ma loute (Slack Bay)                               | Mirni zaliv                                    | Bruno Dumont                | Francija, Nemčija                  | 2016 | fr./angl.       |
| 11. | Moj narobe svet − Ježek (My World Is Upside Down)  | Moj narobe svet − Ježek                        | Petra Seliškar              | Slovenija, Makedonija, Hrvaška     | 2016 | sln.            |
| 12. | The Neon Demon                                     | Neonski demon                                  | Nicolas Winding Refn        | Danska, ZDA, Francija              | 2016 | angl.           |
| 13. | Neruda                                             | Neruda                                         | Pablo Larraín               | Čile, Francija, Španija, Argentina | 2016 | špan./fr.       |
| 14. | La Fille inconnue (The Unknown Girl)               | Neznanka                                       | Jean-Pierre in Luc Dardenne | Belgija, Francija                  | 2016 | fr.             |
| 15. | Nocturnal Animals                                  | Nočne ptice                                    | Tom Ford                    | ZDA                                | 2016 | angl.           |
| 16. | Nocturama                                          | Nočni razgledi                                 | Bertrand Bonello            | Francija, Nemčija, Belgija         | 2016 | fr.             |
| 17. | Nočno življenje (Nightlife)                        | Nočno življenje                                | Damjan Kozole               | Slovenija, Makedonija, BiH         | 2016 | sln.            |
| 18. | Elle                                               | Ona                                            | Paul Verhoeven              | Francija, Nemčija, Belgija         | 2016 | fr.             |
| 19. | Paterson                                           | Paterson                                       | Jim Jarmusch                | ZDA                                | 2016 | angl.           |
| 20. | Voyage of Time: Life's Journey                     | Potovanje časa                                 | Terrence Malick             | Francija, Nemčija, ZDA             | 2016 | angl.           |
| 21. | The Beatles: Eight Days a Week - The Touring Years | The Beatles: Osem dni na teden                 | Ron Howard                  | VB, ZDA                            | 2016 | angl.           |
| 22. | Toni Erdmann                                       | Toni Erdmann                                   | Maren Ade                   | Nemčija, Avstrija, Švica, Romunija | 2016 | nem./rom./angl. |
| 23. | Forushande (Salesman)                              | Trgovski potnik                                | Asghar Farhadi              | Francija, Iran                     | 2016 | perz.           |
| 24. | Hell or High Water                                 | Za vsako ceno                                  | David Mackenzie             | ZDA                                | 2016 | angl.           |

#### Kralji in kraljice
| #   | Film                                                                | Slovenski naslov          | Režiser            | Država                           | Leto | Jezik          |
| --- | ------------------------------------------------------------------- | ------------------------- | ------------------ | -------------------------------- | ---- | -------------- |
| 1.  | All These Voices [predfilm]                                         | Vsi ti glasovi            | David Henry Gerson | ZDA, Poljska                     | 2015 | polj.          |
| 1.  | 11 minut (11 Minutes)                                               | 11 minut                  | Jerzy Skolimowski  | Poljska, Irska                   | 2015 | polj./angl.    |
| 2.  | El Clan (The Clan)                                                  | Klan                      | Pablo Trapero      | Argentina, Španija               | 2015 | špan.          |
| 3.  | Love & Friendship                                                   | Ljubezen in prijateljstvo | Whit Stillman      | Irska, Francija, Nizozemska, ZDA | 2016 | angl.          |
| 4.  | Ma' Rosa                                                            | Ma' Rosa                  | Brillante Mendoza  | Filipini                         | 2016 | tagal.         |
| 5.  | Manchester by the Sea                                               | Manchester by the Sea     | Kenneth Lonergan   | ZDA                              | 2016 | angl.          |
| 6.  | Mi gran noche (My Big Night)                                        | Moja divja noč            | Alex de la Iglesia | Španija                          | 2015 | špan.          |
| 7.  | Personal Shopper                                                    | Osebna stilistka          | Olivier Assayas    | Francija, Češka, Nemčija         | 2016 | angl./fr.      |
| 8.  | Rester vertical (Staying Vertical)                                  | Ostati pokončen           | Alain Guiraudie    | Francija                         | 2016 | fr.            |
| 9.  | Sunset Song                                                         | Pesem somraka             | Terence Davies     | VB, Luksemburg                   | 2015 | angl.          |
| 10. | Umi yori mo mada fukaku (After the Storm)                           | Po nevihti                | Hirokazu Kore-eda  | Japonska                         | 2016 | jap.           |
| 11. | L'Avenir (Things to Come)                                           | Prihodnost                | Mia Hansen-Løve    | Francija, Nemčija                | 2016 | fr./nem./angl. |
| 12. | Ah-ga-ssi (The Handmaiden)                                          | Služkinja                 | Park Chan-wook     | Južna Koreja                     | 2016 | kor./jap.      |
| 13. | Učitelka (The Teacher)                                              | Učiteljica                | Jan Hřebejk        | Slovaška, Češka                  | 2016 | češ./slš.      |
| 14. | Ji-geum-eun-mat-go-geu-ddae-neun-teul-li-da (Right Now, Wrong Then) | Zdaj prav, potem narobe   | Hong Sang-soo      | Južna Koreja                     | 2015 | kor.           |

#### Panorama svetovnega filma
| #   | Film                                                         | Slovenski naslov                 | Režiser                   | Država                             | Leto | Jezik           |
| --- | ------------------------------------------------------------ | -------------------------------- | ------------------------- | ---------------------------------- | ---- | --------------- |
| 1.  | Baden Baden                                                  | Baden Baden                      | Rachel Lang               | Belgija, Francija                  | 2016 | fr.             |
| 2.  | Les chevaliers blancs (The White Knights)                    | Beli vitezi                      | Joachim Lafosse           | Belgija, Francija                  | 2015 | fr./arab./angl. |
| 3.  | Boris sans Beatrice (Boris Without Beatrice)                 | Boris brez Beatrice              | Denis Côté                | Kanada                             | 2016 | fr./rus./angl.  |
| 4.  | Ernelláék farkaséknál (Not the Time of My Life)              | Čas za pozabo                    | Szabolcs Hajdu            | Madžarska                          | 2016 | madž.           |
| 5.  | L'effet aquatique (The Aquatic Effect)                       | Dotik vode                       | Sólveig Anspach           | Francija, Islandija                | 2016 | isl./angl./fr.  |
| 6.  | Bil halal (Halal Love (and Sex))                             | Dovoljena ljubezen (in spolnost) | Assad Fouladkar           | Libanon, Nemčija, ZAE              | 2015 | arab.           |
| 7.  | Já, Olga Hepnarová (I, Olga Hepnarova)                       | Jaz, Olga Hepnarova              | Tomás Weinreb, Petr Kazda | Češka, Poljska, Slovaška, Francija | 2016 | češ.            |
| 8.  | Califórnia (California)                                      | Kalifornija                      | Marina Person             | Brazilija                          | 2015 | port./angl.     |
| 9.  | La ciénaga - entre el mar y la tierra (Between Sea and Land) | Med morjem in zemljo             | Carlos del Castillo       | Kolumbija                          | 2016 | špan.           |
| 10. | Piuma (Feather)                                              | Mladost – norost                 | Roan Johnson              | Italija                            | 2016 | it.             |
| 11. | Mænd & høns (Men & Chicken)                                  | Možje in kokoši                  | Anders Thomas Jensen      | Danska, Nemčija                    | 2015 | dan.            |
| 12. | Hymyilevä mies (The Happiest Day in the Life of Olli Mäki)   | Najsrečnejši dan Ollija Mäkija   | Juho Kuosmanen            | Finska, Nemčija, Švedska           | 2016 | fin.            |
| 13. | Little Men                                                   | Najstnika                        | Ira Sachs                 | ZDA, Grčija                        | 2016 | angl./špan.     |
| 14. | Mot naturen (Out of Nature)                                  | Nenaravno                        | Ole Giæver, Marte Vold    | Norveška                           | 2015 | nor.            |
| 15. | Mãe só há uma (Don't Call Me Son)                            | Nisem tvoj sin                   | Anna Muylaert             | Brazilija                          | 2016 | port.           |
| 16. | Eshtebak (Clash)                                             | Spopad                           | Mohamed Diab              | Egipt, Francija, Nemčija           | 2016 | arab.           |
| 17. | Kaze ni nureta onna (Wet Woman in the Wind)                  | Vlažna punca v vetru             | Akihiko Shiota            | Japonska                           | 2016 | jap.            |
| 18. | S one strane (On the Other Side)                             | Z druge strani                   | Zrinko Ogresta            | Hrvaška, Srbija                    | 2016 | hrv./srb.       |
| 19. | WinWin                                                       | Zmagovita kombinacija            | Daniel Hoesl              | Avstrija                           | 2016 | nem./angl.      |

#### Ekstravaganca
| #  | Film                                                       | Slovenski naslov       | Režiser                        | Država            | Leto | Jezik |
| -- | ---------------------------------------------------------- | ---------------------- | ------------------------------ | ----------------- | ---- | ----- |
| 1. | Free Fire                                                  | Končni obračun         | Ben Wheatley                   | VB, Francija      | 2016 | angl. |
| 2. | The Love Witch                                             | Ljubezenska čarovnica  | Anna Biller                    | ZDA               | 2016 | angl. |
| 3. | Schneider vs. Bax                                          | Schneider in Bax       | Alex van Warmerdam             | Nizozemska        | 2015 | niz.  |
| 4. | Kuripi: Itsuwari no rinjin (Creepy)                        | Srhljivo               | Kiyoshi Kurosawa               | Japonska          | 2016 | jap.  |
| 5. | Grave (Raw)                                                | Surovo                 | Julia Ducournau                | Francija, Belgija | 2016 | fr.   |
| 6. | A la recherche de l'Ultra-Sex (In Search of the Ultra-Sex) | Ultra-seks je izginil! | Nicolas Charlet, Bruno Lavaine | Francija          | 2015 | fr.   |

#### Kinobalon
| #  | Film                                                                     | Slovenski naslov              | Režiser                                     | Država                  | Leto | Jezik                |
| -- | ------------------------------------------------------------------------ | ----------------------------- | ------------------------------------------- | ----------------------- | ---- | -------------------- |
| 1. | Jamais contente (Miss Impossible)                                        | Gospodična Nemitežit          | Emilie Deleuze                              | Francija                | 2016 | fr.                  |
| 2. | Le nouveau (The New Kid)                                                 | Novi mulc                     | Rudi Rosenberg                              | Francija                | 2015 | fr.                  |
| 3. | Pojdi z mano (Come Along)                                                | Pojdi z mano                  | Igor Šterk                                  | Slovenija               | 2016 | sln.                 |
| 4. | Ted Sieger's Molly Monster - Der Kinofilm (Molly Monster)                | Pošast Moli                   | Matthias Bruhn, Michael Ekbladh, Ted Sieger | Švica, Nemčija, Švedska | 2016 | šved./nem./angl./it. |
| 5. | Siv sover vilse (Siv Sleeps Astray)                                      | Prespati pri prijateljici     | Catti Edfeldt, Lena Hanno                   | Švedska, Nizozemska     | 2016 | šved.                |
| 6. | Zipi y Zape y la Isla del Capitán (Zip and Zap and the Captain's Island) | Zipi in Zap in kapitanov otok | Oskar Santos                                | Španija                 | 2016 | špan.                |

#### Posvečeno: Jerzy Skolimowski
| #  | Film                                 | Slovenski naslov         | Režiser           | Država      | Leto    | Jezik       |
| -- | ------------------------------------ | ------------------------ | ----------------- | ----------- | ------- | ----------- |
| 1. | Walkover                             | Lahka zmaga              | Jerzy Skolimowski | Poljska     | 1965    | polj.       |
| 2. | Rysopis (Identification Marks: None) | Posebna znamenja: nobeno | Jerzy Skolimowski | Poljska     | 1965    | polj.       |
| 3. | Bariera (Barrier)                    | Bariera                  | Jerzy Skolimowski | Poljska     | 1966    | polj.       |
| 4. | Rece do góry (Hands Up!)             | Roke kvišku!             | Jerzy Skolimowski | Poljska     | 1967/81 | polj.       |
| 5. | Deep End                             | Globina                  | Jerzy Skolimowski | VB, Nemčija | 1970    | angl.       |
| 6. | The Shout                            | Krik                     | Jerzy Skolimowski | VB          | 1978    | angl.       |
| 7. | Moonlighting                         | Delo na črno             | Jerzy Skolimowski | VB          | 1982    | angl./polj. |

#### Fokus: Romunija 2.0
| #  | Film                               | Slovenski naslov | Režiser         | Država                                       | Leto | Jezik |
| -- | ---------------------------------- | ---------------- | --------------- | -------------------------------------------- | ---- | ----- |
| 1. | Bacalaureat (Graduation)           | Matura           | Cristian Mungiu | Romunija, Francija, Belgija                  | 2016 | rom.  |
| 2. | Ilegitim (Illegitimate)            | Nezakonito       | Adrian Sitaru   | Romunija, Poljska, Francija                  | 2016 | rom.  |
| 3. | Caini (Dogs)                       | Psi              | Bogdan Mirică   | Romunija, Francija, Bolgarija, Katar         | 2016 | rom.  |
| 4. | Inimi cicatrizate (Scarred Hearts) | Ranjena srca     | Radu Jude       | Romunija, Nemčija                            | 2016 | rom.  |
| 5. | Sieranevada                        | Sieranevada      | Cristi Puiu     | Romunija, Francija, BiH, Hrvaška, Makedonija | 2016 | rom.  |

#### Modri žamet 30
| #  | Film                  | Slovenski naslov              | Režiser      | Država             | Leto | Jezik |
| -- | --------------------- | ----------------------------- | ------------ | ------------------ | ---- | ----- |
| 1. | Blue Velvet           | Modri žamet                   | David Lynch  | ZDA                | 1986 | angl. |
| 2. | Blue Velvet Revisited | Ponovni pogled na Modri žamet | Peter Braatz | Nemčija, Slovenija | 2016 | angl. |

#### Retrospektiva: Film gre v kino
| #   | Film                                                  | Slovenski naslov                 | Režiser            | Država                          | Leto | Jezik     |
| --- | ----------------------------------------------------- | -------------------------------- | ------------------ | ------------------------------- | ---- | --------- |
| 1.  | Caro diario (Dear Diary)                              | Dragi dnevnik                    | Nanni Moretti      | Italija, Francija               | 1994 | it./angl. |
| 2.  | El espiritu de la colmena (The Spirit of the Beehive) | Duh panja                        | Víctor Erice       | Španija                         | 1973 | špan.     |
| 3.  | Nuovo Cinema Paradiso (Cinema Paradiso)               | Kino paradiž                     | Giuseppe Tornatore | Italija, Francija               | 1988 | it.       |
| 4.  | La Chatte à deux têtes (Porn Theater)                 | Mačka z dvema glavama            | Jacques Nolot      | Francija                        | 2002 | fr.       |
| 5.  | Mes petites amoureuses (My Little Loves)              | Moje male ljubice                | Jean Eustache      | Francija                        | 1974 | fr.       |
| 6.  | The Smallest Show on Earth                            | Najmanjša kinopredstava na svetu | Basil Dearden      | VB                              | 1957 | angl.     |
| 7.  | Fantasma                                              | Prikazen                         | Lisandro Alonso    | Argentina, Francija, Nizozemska | 2006 | špan.     |
| 8.  | Sherlock jr.                                          | Sherlock Holmes mlajši           | Buster Keaton      | ZDA                             | 1924 | angl.     |
| 9.  | Usodni telefon (The Fatal Telephone)                  | Usodni telefon                   | Damjan Kozole      | Jugoslavija                     | 1987 | sln.      |
| 10. | The Last Picture Show                                 | Zadnja kino predstava            | Peter Bogdanovich  | ZDA                             | 1971 | angl.     |

#### Evropa na kratko
| #   | Sklop | Film                              | Slovenski naslov               | Režiser                                         | Država              | Leto |
| --- | ----- | --------------------------------- | ------------------------------ | ----------------------------------------------- | ------------------- | ---- |
| 1.  | I     | Figura (Figure)                   | Figura                         | Katarzyna Gondek                                | Belgija, Poljska    | 2015 |
| 2.  | I     | Kamaszkor vége (End of Puberty)   | Konec je s puberteto           | Fanni Szilágyi                                  | Madžarska           | 2015 |
| 3.  | I     | Flowers and Bottoms               | Rože in riti                   | Christos Massalas                               | Grčija              | 2016 |
| 4.  | I     | Nočna ptica (Nighthawk)           | Nočna ptica                    | Špela Čadež                                     | Slovenija           | 2016 |
| 5.  | I     | 9 Days from My Window in Aleppo   | 9 dni skozi moje okno v Aleppu | Floor van der Meulen, Thomas Vroege, Issa Touma | Nizozemska, Sirija  | 2015 |
| 6.  | I     | Uncanny Valley                    | Grozljiva dolina               | Paul Wenninger                                  | Francija, Avstrija  | 2015 |
| 7.  | I     | Kung Fury                         | Kung Fury                      | David Sandberg                                  | Švedska             | 2015 |
| 8.  | II    | Maman(s)                          | Mame                           | Maïmouna Doucouré                               | Francija            | 2015 |
| 9.  | II    | Symbolic Threats                  | Navidezne grožnje              | Mischa Leinkauf, Lutz Henke, Matthias Wermke    | Nemčija             | 2015 |
| 10. | II    | Love                              | Ljubezen                       | Réka Bucs                                       | Francija, Madžarska | 2016 |
| 11. | II    | Bosque de ecos (Forest of Echoes) | Gozd odmevov                   | Luz Olivares Capelle                            | Avstrija            | 2016 |
| 12. | II    | Dark_net                          | Temni internet                 | Tom Marshall                                    | VB                  | 2015 |
| 13. | III   | Small Talk                        | Kramljanje                     | Even Hafnor, Lisa Brooke Hansen                 | Norveška            | 2015 |
| 14. | III   | In the Distance                   | V daljavi                      | Florian Grolig                                  | Nemčija             | 2015 |
| 15. | III   | Lesapán                           | Favnov gozd                    | Pavel Soukup                                    | Češka               | 2015 |
| 16. | III   | Belladonna                        | Belladonna                     | Dubravka Turić                                  | Hrvaška             | 2015 |
| 17. | III   | Rhapsody                          | Rapsodija                      | Constance Meyer                                 | Francija            | 2015 |
| 18. | III   | Die Badewanne (The Bathtub)       | V kadi                         | Tim Ellrich                                     | Avstrija, Nemčija   | 2015 |

## Gosti
| Gosti 27. Liffa                  | Gosti 27. Liffa                                                             |
| Gost                             | Film                                                                        |
| -------------------------------- | --------------------------------------------------------------------------- |
| Hana Jušić (režiserka)           | Ne glej mi v krožnik / Quit Staring at My Plate                             |
| Zrinko Ogresta (režiser)         | Z druge strani / On the Other Side                                          |
| Martin Horvat (scenarist)        | Vsi ti glasovi / All These Voices                                           |
| Erika Tankó (igralka)            | Čas za pozabo / It's Not the Time of My Life                                |
| Igor Šterk (režiser)             | Pojdi z mano / Come Along                                                   |
| Peter Braatz (režiser)           | Ponovni pogled na Modri žamet / Blue Velvet Revisited                       |
| Oona Airola (igralka)            | Najsrečnejši dan Ollija Mäkija / The Happiest Day in the Life of Ollie Mäki |
| Julia Ducournau (režiserka)      | Surovo / Raw                                                                |
| Denis Côté (režiser)             | Boris brez Beatrice / Boris Without Beatrice                                |
| Katarzyna Gondek (režiserka)     | Figura / Figurae                                                            |
| Christos Massalas (režiser)      | Rože in riti / Flowers and Bottoms                                          |
| Paul Wenninger (režiser)         | Grozljiva dolina / Uncanny Valley                                           |
| Špela Čadež (režiserka)          | Nočna ptica / Nighthawk                                                     |
| Thomáš Weinreb (režiser)         | Jaz, Olga Hepnarova / I, Olga Hepnarova                                     |
| Vojtech Frič (producent)         | Jaz, Olga Hepnarova / I, Olga Hepnarova                                     |
| Bogdan Albulescu (igralec)       | Nezakonito / Illegitimate                                                   |
| Mirjana Karanović (režiserka)    | Dobra žena / A Good Wife                                                    |
| Michael O'Shea (režiser)         | Preobrazba / The Transfiguration                                            |
| Lia Bugnar (igralka)             | Matura / Graduation                                                         |
| Judith State (igralka)           | Sieranevada                                                                 |
| Daniel Hoesl (režiser)           | Zmagovita kombinacija / WinWin                                              |
| Gabe Klinger (režiser)           | Porto                                                                       |
| Rachel Lang (režiserka)          | Baden Baden                                                                 |
| Dave Johns (režiser)             | Jaz, Daniel Blake / I, Daniel Blake                                         |
| Damjan Kozole (režiser)          | Nočno življenje / Night Life                                                |
| Nikola Ljuca (režiser)           | Vlažnost / Humidity                                                         |
| Dečo Taraležkov (scenarist)      | Slava / Glory                                                               |
| Manolo Cruz (režiser)            | Med morjem in zemljo / Between Sea and Land                                 |
| Petra Seliškar (režiserka)       | Moj narobe svet / My World Upside Down                                      |
| Blu Yoshimi di Martino (igralka) | Mladost – norost / Feather                                                  |
| Luigi Fedele (igralec)           | Mladost – norost / Feather                                                  |